# جانغ هون
جانغ هون (من مواليد 4 مايو 1975) مخرج أفلام وكاتب سيناريو كوري جنوبي. أخرج القليل من أفلام أشهرها فيلم سائق سيارة الأجرة. ترشحت أفلامه لجوائز عديدة. عُرف بتعاونه مع الممثل الكوري الشهير سونغ كانغ هو في كل أفلامه.

## أفلامه
- Study group
- Rough Cut
- Secret Reunion
- The Front Line
- A Taxi Driver (2017) (ملاحظة ليس إعادة لفيلم سائق التاكسي القديم وإنما هو فيلم مختلف تماماً)

## وصلات خارجية
جانغ هون على قاعدة بيانات الأفلام على الإنترنت
جانغ هون على موقع الطماطم الفاسدة